# Pangea última

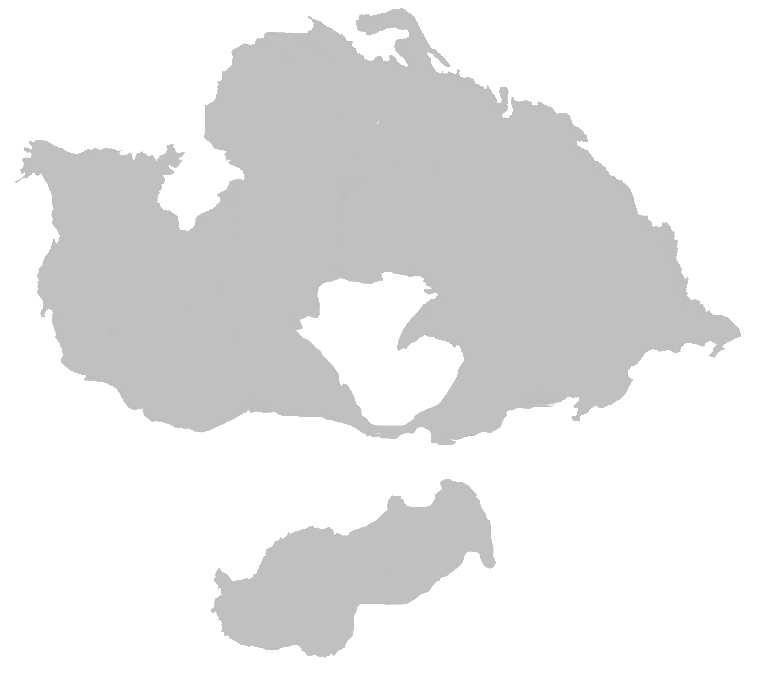
Representación aproximada de Pangea Última.

Se le denomina como Pangea Última, también denominado como Pangea Próxima, Neopangea o Pangea II al hipotético supercontinente sugerido por Christopher Scotese, que se podría formar dentro de 250 millones de años, de acuerdo a la teoría de la deriva continental, el cual recibe el nombre de su antiguo predecesor Pangea.
El concepto de supercontinentes describe la fusión de toda, o casi toda la masa continental de la Tierra en un único y continuo continente. En la predicción de Pangea Última, la subducción en el Atlántico occidental, al este de Norte América (signos de esta acción se puede ver hoy en día en la fosa de Puerto Rico), lleva a la subducción de la dorsal oceánica del Atlántico, que a su vez conlleva a la destrucción de la cuenca oceánica atlántica, causando que el océano se reduzca, acercando a América hacia África y Europa de nuevo. Como la mayoría de los supercontinentes, el interior de la Pangea Última probablemente será un desierto semiárido expuesto a temperaturas muy elevadas.

## Formación
De acuerdo a la hipótesis de Pangea Última, los océanos Atlántico e Índico seguirán llegando hasta nuevas zonas de subducción tras haberse reunido los continentes hoy conocidos, formando la futura Pangea. Se predice que la mayoría de los continentes y microcontinentes actuales colisionarán con Eurasia, del mismo modo que lo hicieron la mayoría de los continentes cuando chocó Laurasia.
Alrededor de 50 millones de años en el futuro, se prevé que Norteamérica de un giro levemente contrario (Alaska estaría entonces por la zona de las latitudes subtropicales) y Eurasia rotaría hacia la derecha con lo que Gran Bretaña estaría más cerca del Polo Norte y Siberia hacia el sur, también hacia las latitudes subtropicales.
Se prevé que África choque con Europa y Arabia, cerrando el mar Mediterráneo y el mar Rojo. Se formaría entonces una larga cadena montañosa, desde lo que hoy es España, a través del sur de Europa en donde se encuentran Italia y Grecia, hasta el Medio Oriente y Asia. De igual manera, se prevé que Australia colisione con el sudeste de Asia y cree una nueva zona de subducción, la cual rodearía Australia y se extendería hacia el oeste a través del océano Índico central. Mientras tanto, el Sur de California y Baja California chocarán con Alaska, formando nuevas cordilleras entre ellos. Algunos incluso han previsto que en estas nuevas cordilleras se formarán picos más altos que el monte Everest. 
Uno de los cambios más importantes que se predijo en el escenario de Pangea Última es el comienzo de una nueva zona de subducción a lo largo de la costa oriental de América del Norte y América del Sur. El océano Atlántico se ampliará, a pesar de que Puerto Rico y Escocia (en la zona oriental del Caribe y la placa de Escocia, respectivamente) se podrían mover hacia el norte y hacia el sur respectivamente, a lo largo de la costa este de América del Norte y del Sur. Con el tiempo, esta acumulación de terrenos hacia el oeste crea una nueva zona de subducción que consumirá el océano Atlántico.
Alrededor de 100 millones de años en el futuro, se prevé que la ampliación del océano Atlántico se detendrá y comenzará a encogerse.
En el transcurso de 150 millones de años, el océano Atlántico se habrá reducido como resultado de la subducción debajo del continente americano. El océano Índico se habrá reducido también en el norte, debido a la subducción de la corteza oceánica en la trinchera central india. La Antártida chocará con Australia y con la Fosa Central india, y el sur de Australia empuja a la Antártida hacia el norte de Australia, que en este momento se prevé que habrá chocado con el Sudeste de Asia. Las capas de roca que contienen los restos de la ciudad de Nueva York, Boston y Washington D. C. se convertirían en altas sierras montañosas.
En 200 millones de años en el futuro, los océanos Atlántico e Índico se cerrarán. América del Norte habrá chocado con África, América del Sur se envolverá alrededor de la punta sur de África, con la Patagonia unida a Indonesia, y existirá un remanente del océano Índico (llamado océano Indo-Atlántico). La Antártida una vez más estará en el Polo Sur, y el Pacífico habrá aumentado en general, cubriendo la mitad de la Tierra.

## La ruptura y el futuro
En el escenario de la formación de Pangea Última, su ruptura puede ocurrir dentro de 300 millones de años en el futuro, y probablemente llevará a la formación del Atlántico de nuevo, pero la hipótesis no predice la forma de la superficie terrestre luego de la ruptura. Probablemente Pangea Última se separará en dos o más continentes como en el pasado. La divergencia continuará y los restos colisionarán unos contra otros, creando un supercontinente de nuevo. Este ciclo de formación de supercontinentes probablemente continuará hasta que el Sol se convierta en una gigante roja, que probablemente será lo suficientemente grande para consumir a la Tierra y a los otros planetas interiores (Mercurio, Venus y Marte), terminando el ciclo definitivamente, en unos cuatro o cinco mil millones de años en el futuro. Aunque la Tierra logre escapar de ser absorbida por la gigante roja, su núcleo y el manto se enfriarán, interrumpiendo el ciclo y convirtiendo a la Tierra en un planeta frío, circulando alrededor de lo que queda del Sol, que para entonces será una enana blanca.
Como no existe seguridad de que esto vaya a ocurrir, se presenta un escenario alternativo, donde el Atlántico continúa expandiéndose, y el Pacífico desaparece al chocar América del Norte con América del Sur y Asia, creándose el supercontinente Amasia.

## Apariciones en la cultura
- En el episodio "Colliding Continents" de la serie de National Geographic Channel Naked Science se menciona la formación de Pangea Última.
- la serie de 2014 Cosmos: A Spacetime Odyssey también nos muestra la formación de Pangea Última
- En la novela de Michael Swanwick Atrapados en la prehistoria se muestra que en aproximadamente 500 millones de años en el futuro una versión de este supercontinente es el hogar de los Unchanging, una nueva especie de ave dominante.
- En la serie de televisión Futuro salvaje se postula que todos los continentes de la Tierra se reunirán en un supercontinente en 200 millones de años.
- El autor estadounidense de ciencia ficción Chris Roberson fija una de sus novelas en un mundo en el que un continente es una versión de Pangea Última.
- En el videojuego desarrollado por Shigeru Miyamoto y producido por Nintendo Pikmin 3 se hace referencia a esta forma terrestre en el planeta denominado PNF-404, que es el nombre dado por los Kopai al planeta, donde habitan unos seres denominados Pikmin.
- En el videojuego Terragénesis en la campaña de Tierras Históricas puedes minar y colonizar este súpercontinente.